# 273

## Úmrtí
- ? – Hormizd I., perský král
- ? – Kolumba ze Sens, mučednice, katolická světice (* 257)

## Hlavy států
- Papež – Felix I. (269–274)
- Římská říše – Aurelianus (270–275)
- Perská říše – Hormizd I. (271/272–273) » Bahrám I. (273–276)
- Kušánská říše – Vásudéva II. (270–300)
- Arménie – Artavazd VI. (252–283)

Indie:
- Guptovská říše – Maharádža Šrí Gupta (240–280)
- Západní kšatrapové – Rudrasen II (256–278)